# Entendant
Un entendant est une personne qui perçoit les sons (et en particulier les phones) et communique par le biais du sens de l'ouïe , telle qu'elle est appelée dans la communauté sourde. Ce terme s'emploie également dans les études sur la culture sourde, par opposition aux termes de sourd (désignant une personne qui n'entend pas) et malentendant (désignant une personne qui n'entend que partiellement), utilisés pour les personnes qui perçoivent leur environnement et communiquent principalement en utilisant le sens de la vue ; il s'oppose aussi au terme Sourd, avec une majuscule, qui désigne une personne qui communique principalement avec une langue des signes, par le biais du sens visuel, et partage la culture de la communauté sourde, qu'elle soit auditivement sourde ou non.
La langue de la personne entendante est basée sur les phonèmes, les lettres et les mots, qui sont tous basés sur les sons. Le langage des sourds, quant à lui, est basé sur des signes gestuels (gestuo-manuels, mimo-gestuels, visuo-gestuels), qui sont des signes linguistiques pour les sourds exprimés avec les mains, le corps et les expressions faciales, au même titre que les mots pour les entendants peuvent être articulés avec différentes nuances syntaxiques et des variations de ton lors de la prononciation orale.
Par opposition à la culture sourde, on parle également de « culture entendante », bien qu'il existe une diversité très marquée, encore plus vaste, de cultures entendantes que de cultures sourdes, et bien que la culture sourde ne soit pas fondamentalement construite en opposition à la culture entendante : « si le discours des Sourds est, à
certains égards, radical par rapport à la culture dominante, il ne la rejette pas. Autrement dit, la culture des Sourds n’a rien d’une contre-culture. Elle ne s’oppose pas totalement aux valeurs dominantes. Elle ne se place pas volontairement en marge des normes sociales admises ».
L'expression « culture entendante » s'utilise de manière plus critique voire militante pour désigner en particulier l'hégémonie de cette culture majoritaire sur la culture sourde, et la ségrégation des personnes sourdes qu'elle provoque.